# António Guterres (KHUNTO)

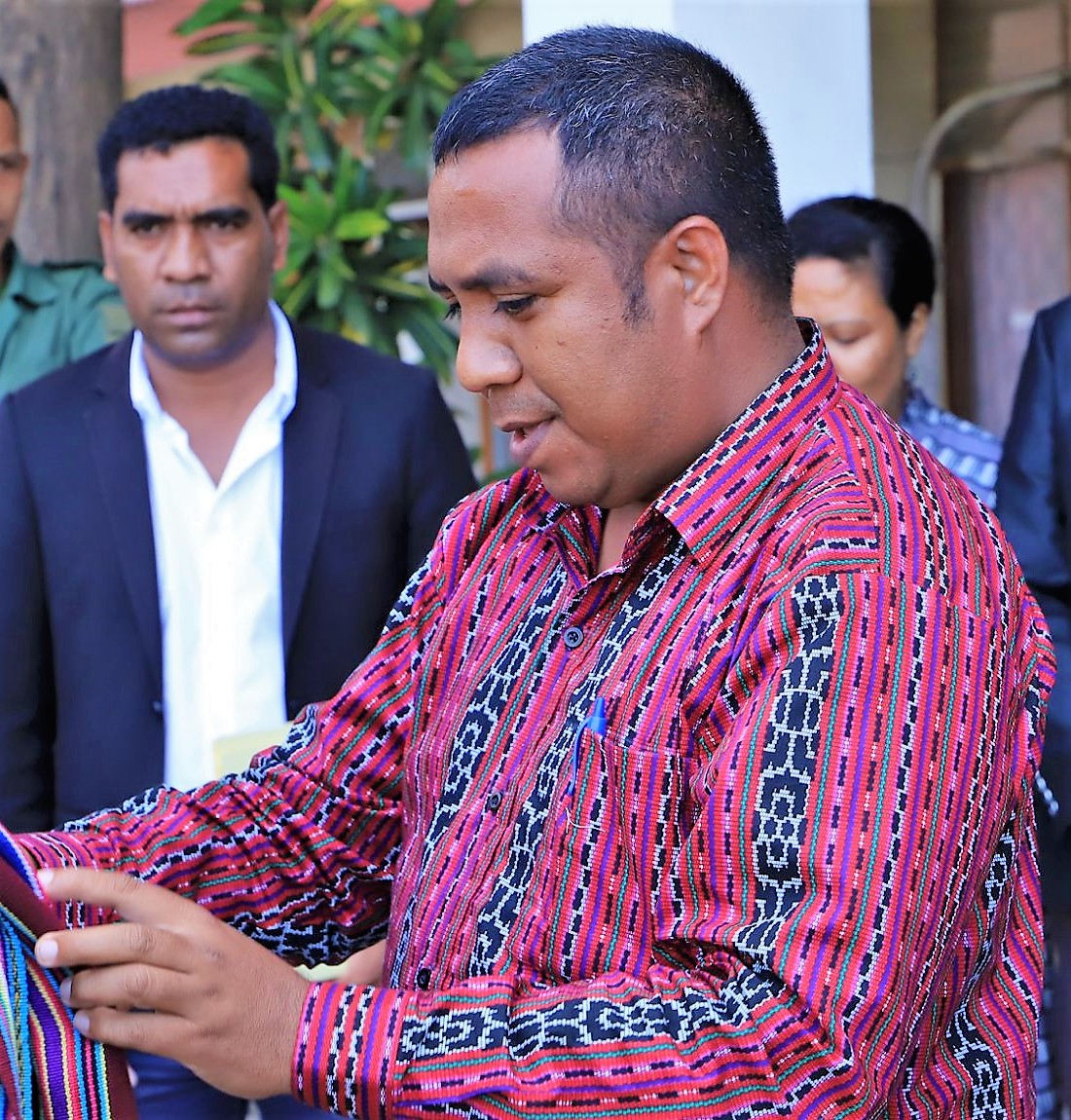
António Guterres (2020)

António Guterres ist ein osttimoresischer Politiker. Er ist Mitglied der Kmanek Haburas Unidade Nasional Timor Oan (KHUNTO).
Am 24. Juni 2020 wurde Guterres im Rahmen der Umbildung der VIII. Regierung zum  Vizeminister für Erziehung, Jugend und Sport vereidigt. Er folgt damit seinem Parteifreund João Zacarias, der aus der Regierung ausschied. Das Amt hatte Guterres bis zum Ende der Legislaturperiode am 30. Juni 2023 inne.